# Zanzibarski Związek Piłki Nożnej
Zanzibarski Związek Piłki Nożnej (sw. Chama cha Mpira wa Miguu Zanzibar,
ang. Zanzibar Football Association) - autonomiczny związek sportowy, działający na terenie 3 regionów w Tanzanii Zanzibaru Północnego, Południowego i Zachodniego. Powstał w wyniku podziału w  2002 roku Tanzańskiego Związku Piłki Nożnej.